# Linyphia hui
Linyphia hui är en spindelart som beskrevs av Hu 200. Linyphia hui ingår i släktet Linyphia och familjen täckvävarspindlar. Inga underarter finns listade i Catalogue of Life.